# Вариводки
Вариво́дки — пасажирський залізничний зупинний пункт Козятинської дирекції Південно-Західної залізниці розташований на одноколійній неелектрифікованій лінії Шепетівка — Юськівці.
Розташований у селі Варивідки Білогірського району Хмельницької області між станціями Суховоля (5 км) та Лепесівка (9 км).
На зупинному пункті зупиняються приміські поїзди.